# Damiano Macaluso
Damiano Macaluso (Palermo, 27 aprile 1845 – Palermo, 14 dicembre 1932) è stato un fisico italiano.

## Biografia e carriera
Iscrittosi alla Facoltà di Scienze dell'Università di Palermo nel 1864, si laureò in fisica nel 1868 sotto la guida di Pietro Blaserna (che insegnò a Palermo dal 1863 al 1872, costruendovi il nuovo Istituto di Fisica), quindi trascorse un periodo di studi in Germania, dove ebbe modo di lavorare con G.H. Weidemann a Lipsia. 
Rientrato in Italia nel 1873 come assistente di Blaserna, nel 1875 vinse la cattedra di fisica sperimentale all'Università di Catania, in cui rimase fino al 1886 (e dove ricostruì l'Istituto di Fisica), anno in cui passò alla stessa cattedra dell'Università di Palermo, fino al 1914, quando chiese egli stesso di essere collocato a riposo. Fu quindi nominato professore emerito.
Fra le molte cariche accademiche ed i numerosi incarichi organizzativi, fu membro di diverse associazioni scientifiche. Dal 1890 al 1893, fu anche rettore dell'ateneo palermitano.
La maggior parte della sua vita, la dedicò alla didattica e alla ricerca presso l'Istituto di Fisica dell'Università di Palermo, creandovi una rinomata scuola di fisica sperimentale in cui si formarono, fra gli altri, Orso Mario Corbino, Michele La Rosa, Michele Cantone, Giovan Pietro Grimaldi.   
Principalmente dedito all'elettromagnetismo nei mezzi materiali e alla magneto-ottica, Macaluso, in particolare, studiò il comportamento risonante della rotazione di Faraday della luce polarizzata linearmente attraverso un gas assorbente sotto l'azione di un campo magnetico, con risultati che lo condussero, nel 1898, alla formulazione del cosiddetto effetto Macaluso-Corbino.
Si dedicò inoltre a vari studi di meteorologia, termodinamica e chimica fisica.
Massone, non si sa dove e quando sia stato iniziato, ma il 3 agosto 1889 fu affiliato Maestro nella Loggia Centrale di Palermo.

## Principali lavori
- D. Macaluso, "Ricerche sulla propagazione della elettricità nei liquidi (Sunto)", Il Nuovo Cimento, V (1871) pp. 35-36.
- D. Macaluso, "Ricerche sulla forza elettromotrice di polarizzazione", Il Nuovo Cimento, X (1873) pp. 159-170.
- D. Macaluso, "Sulla polarizzazione elettrica prodotta da depositi metallici", Il Nuovo Cimento, VII (1880) pp. 225-284, VIII (1880) pp. 35-88, 128-139.
- D. Macaluso, "Sulle proprietà depolarizzanti delle soluzioni saline", Il Nuovo Cimento, X (1881) pp. 113-119.
- D. Macaluso, O.M. Corbino, "Sopra una nuova azione che la luce subisce attraversando alcuni vapori metallici in un campo magnetico. Nota I", Atti della R. Accademia dei Lincei. Rendiconti della Classe di Scienze Fisiche, Matematiche e Naturali, Serie V, 7 (2) (1898) pp. 293-301 (Sunto: Il Nuovo Cimento, Serie IV, 8 (1) (1898) pp. 257-258).
- D. Macaluso, O.M. Corbino, "Sulle modificazioni che la luce subisce attraversando alcuni vapori metallici in un campo magnetico", Atti della R. Accademia dei Lincei. Rendiconti della Classe di Scienze Fisiche, Matematiche e Naturali, Serie V, 8 (1) (1899) pp. 38-41 (Sunto, a cura di L. Magri: Il Nuovo Cimento, Serie IV, 9 (1899) pp. 381-384).
- D. Macaluso, O.M. Corbino, "Sulla relazione tra il fenomeno di Zeeman e la rotazione magnetica anomala del piano di polarizzazione della luce (Sunto di L. Magri)", Il Nuovo Cimento, Serie IV, 9 (1899) pp. 384-389.
- Introduzione allo studio della termodinamica, Ermanno Loescher Editore, Torino, 1877.
- Lezioni di fisica, dai corsi tenuti alla R. Università di Palermo, Palermo, 1908.